# Dzyan
Dzyan – одна из наиболее интересных немецких групп прогрессивного рока и краут-рока начала 1970-х годов.
Группа выпустила три альбома, в которых творчески перерабатывала элементы рока, джазовой импровизации, электроники и азиатской этнической музыки, создавая нечто совершенно уникальное.

## История
Группа Dzyan была основана в Мангейме в январе 1972 года. В первоначальный состав группы вошли Дитер Крамер (гитара), Йохен Лешнер (вокал), Герд Эрманн (саксофон), Людвиг Браум (барабаны) и Райнхард Карватки (бас).
В апреле 1972 года группа записала и выпустила дебютный альбом Dzyan, который исследовал длинные спейс-роковые импровизации, основанные на джазовых гармониях и странных электро-акустических звучаниях. “Этнические”, мистические элементы были особенно очевидны благодаря присутствию акустической перкуссии в ритм-секции. Преимущественно инструментальные и импровизационные композиции блестяще демонстрировали технические возможности музыкантов.
После завершения работы над пластинкой группу покинули Крамер и Баум. Месяц спустя их место заняли Эдди Маррон и Лотар Шарф, и в этом составе в течение нескольких месяцев группа дала серию концертов. После ухода Лешнера и Эрманна в ноябре 1972 года, и Шарфа в начале 1973 года, к маю 1973 года Dzyan сократился до трио в составе Маррона, Карватки и сменщика Шарфа Петера Гигера. Эта полностью инструментальная версия Dzyan усовершенствовала звучание группы, двинув его от прогрессивного рока в направлении джаза и азиатской музыки.
Позднее в том же году в студии Дитера Диркса Dzyan записала второй альбом Time Machine, который был издан в ноябре 1973 года. Time Machine служит изумительной демонстрацией причудливых джаз-роковых упражнений, смешанных со странными экспериментами и мистицизмом. Альбом содержит четыре сложных джема, содержащих необычный гибрид кислотного рока, прогрессивного рока, этнической музыки и кентерберийского джаз-рока, и относится к шедеврам немецкого прогрессивного рока. 17-минутная композиция “Time Machine” и “Kabisrain” очень разнообразны и изобретательны, одновременно демонстрируя мастерское взаимодействие музыкантов. “Magika” яростна и хроматична в традициях авангардного джаза.
В 1974 году Dzyan стала много экспериментировать с более широким спектром акустических инструментов, все больше углубляясь в этническую и экспериментальную музыку. В октябре 1974 года трио записало третий альбом Electric Silence, который принято считать её шедевром. Это очень приятное путешествие в краут-космише эксцентрику, сочетающее страсть к стилистике джаз-рока с приятными восточными элементами. Трио расширило инструментовку, добавив ситар и меллотрон. Влияния Popol Vuh и артистов, близких немецкому авангардно-джазовому лейблу ECM, направили группу по пути внутреннего созерцания, подчеркивая экзотику и джаз. Два более длинных трека “Back To Where We Came From” и “For Earthly Thinking” – это как инь и ян этой работы. Первая из них — это почти дзэнская медитация, а вторая — очень оживленная сюита.
К конце 1974 года с уходом последнего члена-основателя группы Карватки, Dzyan был распущен. Оставшиеся члены группы Маррон и Гигер сформировали трио с джазовым басистом Гюнтером Ленцем, выпустив альбом Giger, Lenz & Marron, который звучал как более джазовый вариант Dzyan, но с меньшей долей экспериментирования.

## Дискография
1972 – Dzyan
1973 – Time Machine
1974 – Electric Silence
2010 - Mandala